# Fatoração polinomial
Fatoração polinomial (ou fatoração de polinômios) é um grupo de regularidades algébricas para expressar por meio de uma multiplicação indireta ou por produtos notáveis.

## Fator Comum
Colocar o termo em evidência é a fatoração que consiste em destacar o termo comum e colocar os outros em evidência (entre parênteses).
{\displaystyle 3a^{2}+3ab=3a\cdot a+3a\cdot b=3a(a+b)}
{\displaystyle 10x^{2}-15x=2x\cdot 5x-3\cdot 5x=5x(2x-3)}

## Agrupamento
Agrupamento é a fatoração em que agrupa-se de forma conveniente os fatores comuns, primeiramente relacionando-os em evidência e depois colocando a especificidade da multiplicação polinomial.
{\displaystyle ab+a-bx-x=a(b+1)-x(b+1)=(b+1)(a-x)}
{\displaystyle x^{3}-2x^{2}+x+x^{2}y-2xy+y=x(x^{2}-2x+1)+y(x^{2}-2x+1)=(x^{2}-2x+1)(x+y)}

## Trinômio quadrado perfeito
Trinômio quadrado perfeito é quando forma um polinômio com três termos e o 1° tanto como o 3° termo devem ser quadrados perfeitos, ou seja, conter uma raiz quadrada exata, formando um quadrado. O segundo termo deve ser par (por ser um múltiplo de 2).

{\displaystyle x^{2}+10x+25=(x+5)^{2}}
{\displaystyle 16x^{2}-72xy+81y^{2}=(4x-9y)^{2}}

## Diferença de quadrados
Pelo produto notável: Produto de uma soma indicada pela diferença indicada, os dois termos devem ser quadrados (raiz quadrada exata). Dessa forma, haverá a multiplicação indireta dos resultados das raízes.
{\displaystyle 25x^{2}-81=(5x+9)(5x-9)}
{\displaystyle 100-a^{2}=(10+a)(10-a)}

## Soma de dois cubos
A soma de dois cubos é quando realiza a adição por um trinômio formado gerando triângulos perfeitos (números que contém a raiz cúbica exata).
{\displaystyle (x+y)(x^{2}-xy+y^{2})=x^{3}+y^{3}}
{\displaystyle (5x+2)(25x^{2}-10x+4)=125x^{3}+8}

## Diferença de dois cubos
A diferença de dois cubos é o inverso do resultado da multiplicação direta à multiplicação indireta, gerada um binômio a um trinômio quadrado perfeito.
{\displaystyle (x-y)(x^{2}+xy+y^{2})=x^{3}-y^{3}}
{\displaystyle (3x-5)(9x^{2}+15x+25)=27x^{3}-125}

## Sucessividade
A sucessividade polinomial (ou fatoração sucessivas de evidências) é o ato de fatorar o polinômio quadrado da diferença indicada após fatorar o termo em evidência e formar ainda, termos comuns.
{\displaystyle 3x^{2}-75=3(x^{2}-25)=3(x+5)(x-5)}
{\displaystyle 4x^{3}+4x^{2}+x=x(4x^{2}+4x+1)=x(2x+1)^{2}}

## Cálculo de MMC
Fatoração pelo cálculo MMC (ou ainda, cálculo algébrico polinomial do minímo múltiplo comum) é denominar o MMC dos coeficientes de um termo e depois pelo outro e dividir a parte literal.
{\displaystyle {90x^{3}yz \over 18xyz}=5x^{2}}

## Equação-produto
Equação-produto é denominar o resultado da multiplicação por 0.